# Lista odcinków serialu Szaleństwa Alvina Wiewiórki
Poniżej przedstawiona jest lista odcinków serialu animowanego Szaleństwa Alvina Wiewiórki (1983-1990).

## Seria 1
| n° | Tytuł angielski                                      | Tytuł polski (lektor TVN)               | Oryginalna emisja    |
| -- | ---------------------------------------------------- | --------------------------------------- | -------------------- |
| 1  | The C-Team / The Chipettes                           |                                         | 17 września 1983     |
| 2  | Uncle Harry / Rock 'n' Robot                         | Wujaszek Harry /                        | 24 września 1983     |
| 3  | The Television Stars / The Cruise                    |                                         | 1 października 1983  |
| 4  | The Chipmunk Story                                   | Dzieje Wiewiórek                        | 8 października 1983  |
| 5  | Mr. Fabulous / Grandma and Grandpa Seville           |                                         | 15 października 1983 |
| 6  | Unidentified Flying Chipmunk / Mother's Day          |                                         | 22 października 1983 |
| 7  | The Chip Punk / From Here to Fraternity              |                                         | 29 października 1983 |
| 8  | Urban Chipmunk / The Incredible Shrinking Dave       | Wiewiórki mieszczuchy /                 | 5 listopada 1983     |
| 9  | Angelic Alvin / The Trouble with Nanny               | Alvin Aniołem /                         | 12 listopada 1983    |
| 10 | Bully Ballet / Alvin and the Chipmunk                |                                         | 19 listopada 1983    |
| 11 | Swiss Family Chipmunks / Santa Harry                 |                                         | 26 listopada 1983    |
| 12 | A Dog's Best Friend Is a Chipmunk / Curse of Lontiki | Wiewiórka najlepszym przyjacielem psa / | 3 grudnia 1983       |
| 13 | Baseball Heroes / May the Best Chipmunk Win          | Baseballiści / Szlachetna rywalizacja   | 10 grudnia 1983      |

Źródło:

## Seria 2
| n°    | Tytuł angielski                                       | Tytuł polski (lektor TVN)               | Oryginalna emisja    |
| ----- | ----------------------------------------------------- | --------------------------------------- | -------------------- |
| 1-14  | The Chipmunk Who Bugged Me / Rich and Infamous        | / Bogactwo szczęścia nie daje           | 8 września 1984      |
| 2-15  | Don't Be a Vidiot / A Horse of Course                 |                                         | 15 września 1984     |
| 3-16  | The Camp Calomine Caper / Lights, Camera, Alvin       | Walka o puchar /                        | 22 września 1984     |
| 4-17  | Some Entrancing Evening / Match Play                  |                                         | 29 września 1984     |
| 5-18  | The Picture of Health / The Victrola Awards           | / Nagroda Victrolla                     | 6 października 1984  |
| 6-19  | Royally Received / Gone Fishin'                       | Królewskie przyjęcie / Kto złowi rybkę? | 13 października 1984 |
| 7-20  | Setting the Record Straight / Father's Day Muffins    |                                         | 20 października 1984 |
| 8-21  | Alvin on Ice / Operation Theodore                     |                                         | 27 października 1984 |
| 9-22  | The Gang's All Here / Snow Job                        |                                         | 3 listopada 1984     |
| 10-23 | Maids in Japan / My Fair Chipette                     | / Piękna Wiewióreczka                   | 10 listopada 1984    |
| 11-24 | New, Improved Simon / The Greatest Show-Offs on Earth |                                         | 17 listopada 1984    |
| 12-25 | Guardian Chipmunks / Car Sick                         |                                         | 24 listopada 1984    |
| 13-26 | Hat Today, Gone Tomorrow / Snow Wrong                 |                                         | 1 grudnia 1984       |

Źródło:

## Seria 3
| n°    | Tytuł angielski                                 | Tytuł polski (lektor TVN)                           | Oryginalna emisja    |
| ----- | ----------------------------------------------- | --------------------------------------------------- | -------------------- |
| 1-27  | Flim Flam / The Secret Life of David Seville    |                                                     | 14 września 1985     |
| 2-28  | Who Ghost There? / Romancing Miss Stone         |                                                     | 21 września 1985     |
| 3-29  | A Chip Off the Old Tooth / Three Alarm Alvin    | / Wiewiórki gaszą pożar                             | 28 września 1985     |
| 4-30  | Sisters / Tell It to the Judge                  | Siostry / Powiedz to sędziemu                       | 5 października 1985  |
| 5-31  | Good Old Simon / The Chipmunks Go to Washington | Stary poczciwy Simon /                              | 12 października 1985 |
| 6-32  | Soccer to Me / Every Chipmunk Tells a Story     | Drużyna piłkarska /                                 | 19 października 1985 |
| 7-33  | A Little Worm in the Big Apple / Staying Afloat |                                                     | 26 października 1985 |
| 8-34  | The Chipette Story                              | Dzieje Wiewióreczek                                 | 2 listopada 1985     |
| 9-35  | The Prize Isn't Right / The Gold of My Dreams   |                                                     | 9 listopada 1985     |
| 10-36 | Mind Over Matterhorn / Alvin's Oldest Fan       | Zdobywcy Matterhornu / Wytrwała wielbicielka Alvina | 16 listopada 1985    |

Źródło:

## Seria 4
| n°   | Tytuł angielski                                                | Tytuł polski (lektor TVN)    | Oryginalna emisja    |
| ---- | -------------------------------------------------------------- | ---------------------------- | -------------------- |
| 1-37 | Help Wanted: Mommy                                             | Mama potrzebna od zaraz      | 13 września 1986     |
| 2-38 | A Rash of Babies / Miss Miller's Big Gamble                    | / Pani Miller gra o wszystko | 20 września 1986     |
| 3-39 | Teevee or Not Teevee / Simon Seville Superstar                 |                              | 27 września 1986     |
| 4-40 | Whatever Happened to Dave Seville? / Sweet Smell of Success    |                              | 4 października 1986  |
| 5-41 | Cinderella? Cinderella!                                        | Kopciuszek                   | 11 października 1986 |
| 6-42 | Experiment in Error / How You Gonna Keep 'Em Down on the Farm? |                              | 18 października 1986 |
| 7-43 | Middle-Aged Davey / I Love L.A.                                | / Kocham Los Angeles         | 25 października 1986 |
| 8-44 | Chipmunk Vice / Hooping It Up                                  |                              | 1 listopada 1986     |

Źródło:

## Seria 5
| n°   | Tytuł angielski                             | Tytuł polski (lektor TVN)                  | Oryginalna emisja    |
| ---- | ------------------------------------------- | ------------------------------------------ | -------------------- |
| 1-45 | Back to Dave's Future / Court Action        | Dave:Powrót do Przyszłości /               | 15 września 1987     |
| 2-46 | Sincerely Theodore / My Pharaoh Lady        | Pozdrowienia od Teodora / Ukochana Faraona | 22 września 1987     |
| 3-47 | Simon Says / When the Chips Are Down        | Kosmici atakują / Złodziejski łup          | 29 września 1987     |
| 4-48 | Alvin, Alvin, Alvin! / Dave's Dream Cabin   |                                            | 6 października 1987  |
| 5-49 | Old Friends / The Secret of Seville Manor   |                                            | 13 października 1987 |
| 6-50 | Ask Alvin / Theodore Lucks Out              |                                            | 20 października 1987 |
| 7-51 | Big Dreams / Island Fever                   | Wielkie marzenia / Na Bezludnej Wyspie     | 27 października 1987 |
| 8-52 | Just One of the Girls / Goin' Down to Dixie | Ślicznotki / Na podbój Nowego Orleanu      | 3 listopada 1987     |

Źródło:

## Seria 6
| n°    | Tytuł angielski                                              | Tytuł polski                           | Oryginalna emisja |
| ----- | ------------------------------------------------------------ | -------------------------------------- | ----------------- |
| 1-53  | Dreamlighting                                                |                                        | 10 września 1988  |
| 2-54  | Elementary, My Dear Simon                                    |                                        | 17 września 1988  |
| 3-55  | The Brunch Club                                              |                                        | 1988              |
| 4-56  | Food for Thought                                             |                                        | 1988              |
| 5-57  | Wings Over Siesta Grande                                     |                                        | 1988              |
| 6-58  | Treasure Island                                              |                                        | 1988              |
| 7-59  | Chipmunkmania                                                |                                        | 1988              |
| 8-60  | Grounded Chipmunk                                            |                                        | 1988              |
| 9-61  | Alvey's Angels                                               |                                        | 1988              |
| 10-62 | Cadet's Regets                                               |                                        | 1988              |
| 11-63 | Alvin and the Analyst                                        |                                        | 1988              |
| 12-64 | Dave's Getting Married                                       | Dawid się żeni                         | 1988              |
| 13-65 | No Chipmunk is an Island / Babysitter Fright Night           | Samotnik / Straszliwa opiekunka        | 1988              |
| 14-66 | Going For Broke                                              | Gra Va Bank                            | 1988              |
| 15-67 | Once Upon a Crime                                            | Historia przestępstwa                  | 1988              |
| 16-68 | The Phantom / Mad About Alvin                                | Upiór / Bójki do niczego nie prowadzą  | 1988              |
| 17-69 | Vinny's Visit                                                |                                        | 1988              |
| 18-70 | Uncle Adventure / Luck O' The Chipmunks                      | Wujek Przygoda / Krasnoludek           | 1988              |
| 19-71 | Theodore and Juliet / Quarterback In Curlers                 | Teodor i Julia /                       | 1988              |
| 20-72 | The Wall / The Amazing Chipmunks                             |                                        | 1988              |
| 21-73 | Theodore's Life as a Dog / Queen of the High School Ballroom | Pieskie życie / Królowa balu           | 1989              |
| 22-74 | Psychic Alvin / Special Kind of Champ                        | Alvin jasnowidz / Wspaniałe zwycięstwo | 1989              |
| 23-75 | Alvin's Obsession / Alvin's Not So Super Hero                | Prawdziwy szczęściarz / Być bohaterem  | 1989              |
| 24-76 | Dave's Wonderful Life                                        |                                        | 1989              |

Źródło:

## Seria 7
| n°    | Tytuł angielski                                          | Tytuł polski                                             | Oryginalna emisja |
| ----- | -------------------------------------------------------- | -------------------------------------------------------- | ----------------- |
| 1-77  | Cookie Chomper III                                       |                                                          | 1989              |
| 2-78  | Home, Sweet Home / All Worked Up                         | Koncert gwiazd / Tresowana jaszczurka                    | 1989              |
| 3-79  | Nightmare on Seville Street / Thinking Cap Trap          | Koszmar na ulicy wiewiórek / Pojedynek geniuszy          | 1989              |
| 4-80  | Bye George / A Day in the Life                           | Żegnaj George / Dzień z życia                            | 1989              |
| 5-81  | Life Father, Like Son / Dr. Simon and Mr. Heartthrob     | Głowa rodziny / Mister uwodziciel                        | 1989              |
| 6-82  | Too Hip to be Dave / Hearts and Flowers                  | Kim ja jestem? / Sposób na wakacje                       | 1989              |
| 7-83  | Maltese Chipmunk / Dear Diary                            | Wiewiórka maltańska / Drogi pamiętniku                   | 1989              |
| 8-84  | Unfair Science / Shaking the Family Tree                 | Wystawa naukowa / Zjazd rodzinny                         | 1989              |
| 9-85  | Inner Dave / The Legend of Sleeping Brittany             | Fantastyczna podróż wiewiórek / Śpiąca królewna Brittany | 1989              |
| 10-86 | Three Chipmunks and a Puppy / Phantom Of The Rock Opera  | Trzy wiewiórki i maleństwo / Duch w rock operze          | 1989              |
| 11-87 | The Return Of Uncle Adventure / The Princess and the Pig |                                                          | 1989              |
| 12-88 | Alvin In Neverland                                       |                                                          | 1989              |
| 13-89 | Merry Christmas, Mr. Carroll                             |                                                          | 1989              |

## Seria 8
| n°     | Tytuł angielski                           | Tytuł polski | Oryginalna emisja    |
| ------ | ----------------------------------------- | ------------ | -------------------- |
| 1-90   | Back to Our Future                        |              | 8 września 1990      |
| 2-91   | Bigger!                                   |              | 15 września 1990     |
| 3-92   | Kong!                                     |              | 22 września 1990     |
| 4-93   | Batmunk                                   |              | 29 września 1990     |
| 5-94   | Daytona Jones and the Pearl of Wisdom     |              | 6 października 1990  |
| 6-95   | Star Wreck: The Absolutely Final Frontier |              | 13 października 1990 |
| 7-96   | Robomunk                                  |              | 20 października 1990 |
| 8-97   | S.T. The Space Traveler                   |              | 27 października 1990 |
| 9-98   | Irrational Buffoon's European Vacation    |              | 3 listopada 1990     |
| 10-99  | Chip Tracy                                |              | 10 listopada 1990    |
| 11-100 | Gremlionis                                |              | 17 listopada 1990    |
| 12-101 | Sploosh                                   |              | 24 listopada 1990    |
| 13-102 | Funny, We Shrunk the Adults               |              | 1 grudnia 1990       |

## Odcinki specjalne
| n°      | Tytuł angielski                        | Tytuł polski                        | Premiera             |
| ------- | -------------------------------------- | ----------------------------------- | -------------------- |
| SP (01) | A Chipmunk Christmas                   | Gwiazdka u wiewiórek                | 25 grudnia 1981      |
| SP (02) | I Love the Chipmunks Valentine         |                                     | 12 lutego 1984       |
| SP (03) | A Chipmunk Reunion                     |                                     | 13 kwietnia 1985     |
| SP (04) | I Love the Chipmunks Valentine Special | Walentynki u wiewiórek (lektor TVN) | 15 września 1987     |
| SP (05) | Cartoon All-Stars to the Rescue        | Tajemnica zaginionej skarbonki      | 21 kwietnia 1990     |
| SP (06) | Rockin' Through the Decades            |                                     | 9 grudnia 1990       |
| SP (07) | Trick or Treason                       |                                     | 28 października 1994 |
| SP (08) | A Chipmunk Celebration                 |                                     | 20 listopada 1994    |
| SP (09) | The Easter Chipmunk                    |                                     | 14 kwietnia 1995     |